# Ove Svensson
John Ove Svensson, född 29 juli 1932 i Härnösand, död 15 januari 2004 i Upplands Väsby, var en svensk filmvetare.
Svensson avlade filosofisk ämbetsexamen i Uppsala 1957 och  genomgick lärarhögskolan i Stockholm 1957–1958. Han blev filosofie licentiat i ekonomisk historia vid Uppsala universitet 1964. Svensson tjänstgjorde som kulturattaché och pressråd vid svenska ambassaderna i Washington (1973 och 1975–1976) och London (1976–1979). Han var senare även vid ambassaden i Helsingfors (1993–1997).
I sin ungdom arbetade Ove Svensson som regiassistent till Ingmar Bergman vid inspelningen av Det sjunde inseglet. Under många år (1964–1975 och 1979–1993) arbetade Svensson vid Svenska Institutet och ägnade då ett stort intresse åt att förse icke-kommersiella filmfestivaler i utlandet med svenska filmer. Han är begraven på Härnösands gamla kyrkogård.